# Stefan Płużański
Stefan Płużański (ur. 9 lipca 1906 w Radomiu, zm. 14 września 1970 w Warszawie) – polski malarz i grafik.

## Życiorys
W 1927 rozpoczął studia w warszawskiej Akademii Sztuk Pięknych. Kształcił się u profesorów Mieczysława Kotarbińskiego i Władysława Skoczylasa. Dyplom z malarstwa uzyskał w 1934. Należał do grupy artystycznej „Bractwo Św. Łukasza”, której patronem był prof. Tadeusz Pruszkowski. 
Pod jej szyldem wystawiał w Polsce i Stanach Zjednoczonych na Międzynarodowej Wystawie Malarstwa w Carnegie Institute w Pittsburghu i Wystawie Światowej w Nowym Jorku. Swoje prace pokazał także na „Wystawie Dziesięciolecia Bractwa św. Łukasza” zorganizowanej w Towarzystwie Zachęty Sztuk Pięknych w Warszawie. Wcześniej został członkiem Bloku Zawodowych Artystów Plastyków.
Podczas okupacji niemieckie podjął działalność dydaktyczną. W latach 1942–1944 był wykładowcą na tajnych kompletach Miejskiej Szkoły Sztuk Zdobniczych i Malarstwa. Po zakończeniu II wojny światowej kontynuował od 1948 nauczanie jako profesor w stołecznej Akademii Sztuk Pięknych. W latach 1944–1948 pracował również w instytucjach państwowych związanych z kulturą – Ministerstwie Kultury oraz Sekcji Ochrony Zabytków i Malarstwa Zarządu Miejskiego. W 1949 był jednym z komisarzy „Pierwszej Ogólnopolskiej Wystawy Plastyków Amatorów”. Ekspozycja została zorganizowana przez Komisję Centralną Związków Zawodowych jako „przegląd twórczości plastycznej ludzi pracy”. 
Po śmierci spoczął na cmentarzu powązkowskim w Warszawie.

## Ku chwale ojczyzny
W 1937 w kręgach rządowych powstał plan, żeby w Sali Honorowej Pawilonu Polskiego na Wystawie Światowej w Nowym Jorku przedstawić sceny z historii naszej ojczyzny. Inicjatorem przedsięwzięcia był minister spraw zagranicznych Józef Beck. Komisja Artystyczna przy Centralnym Komisariacie Wystawy zwróciła się z prestiżową propozycją wykonania tego cyklu obrazów do członków „Bractwa św. Łukasza”, którzy w ówczesnym środowisku artystycznym i kręgach oficjalnych cieszyli się dużym autorytetem. Jedenastu malarzy „Bractwa” stworzyło wspólnie siedem obrazów o wymiarach 120 × 200 cm, przedstawiających najważniejsze wydarzenia z historii Polski: Spotkanie Bolesława Chrobrego z Ottonem III u grobu św. Wojciecha (1000), Przyjęcie chrześcijaństwa przez Litwę (1386), Nadanie przywileju jedlnieńskiego (1430), Unia lubelska (1569), Uchwalenie konfederacji warszawskiej o wolności religijnej (1573, Odsiecz Wiednia (1683) i Konstytucja 3 maja (1791).
Wszedł w skład grupy łukaszowców pracujących nad cyklem, w której znaleźli się także: Bolesław Cybis, Bernard Frydrysiak, Jan Gotard, Aleksander Jędrzejewski, Eliasz Kanarek, Jeremi Kubicki, Antoni Michalak, Janusz Podoski, Tadeusz Pruszkowski i Jan Zamoyski.

## Twórczość
Zajmował się malarstwem sztalugowym – głównie w technice olejnej i temperowej, oraz ściennym. Często malował wielopostaciowe sceny rodzajowe i marynistyczne. Jego obrazy znajdują się w zbiorach m.in. Muzeum Narodowego w Warszawie. Projektował również ilustracje i opracowania graficzne książek.

### Malarstwo
- Procesja
- Kawiarnia, 1934
- Polowanie lub Polowanie na zająca, 1936
- Węglarze, 1940
- Bitwa pod Oliwą, 1946

### Rysunki
- Generał Józef Bem – Artyleria Królestwa Polskiego

### Grafika książkowa
- Łodzie, statki i okręty (albumik dla dzieci) – wyd. Nasza Księgarnia, 1955

### Publikacje
- Podręcznik technologii malarskiej, Zeszyt I O zaprawach malarskich i zaprawianiu – wyd. Państwowe Wydawnictwo Naukowe, 1951